# Dirk Wessels
Dirk Wessels (Rijssen, 3 november 1917 – 7 december 1977) was een Nederlands politicus van de ARP.
Zijn ouders hadden een kruidenierswinkel annex slijterij maar zelf koos hij voor een ambtelijke loopbaan. In november 1945 ging hij werken bij de gemeentesecretarie van Driebergen-Rijsenburg en enkele maanden later promoveerde hij daar tot tweede ambtenaar ter vervulling van een vacature die ontstond toen F.G. Sprenger benoemd werd tot burgemeester van Oostkapelle. In juni 1946 werd hij eerste ambtenaar en nadat N.F. Duyfjes, de gemeentesecretaris van Driebergen-Rijsenburg, met pensioen was gegaan volgde Wessels hem in juni 1955 op. In juli 1966 werd hij benoemd tot burgemeester van de Zuid-Hollandse gemeenten Ameide en Tienhoven. Eind 1977 overleed hij tijdens dat burgemeesterschap op 60-jarige leeftijd.